# 神經科學中的自由意志
神經科學中的自由意志是指最近神經科學對於自由意志問題的研究。這個主題屬於哲學與科學。其中一個問題是，在甚麼意義上，人的理性（理性作為自我的代理）是否控制人的行為或決定。隨著研究活腦成為可能，研究者已經開始觀察形成決策的過程。研究成果可能會影響一般認為的道德責任。再者，一些研究指出結果似乎挑戰人們對自由意志的信念，這可以影響人們對代理的感覺。（例如，對於掌控生活的感覺。）
人腦的一些與精神異常相關的區域可能與自由意志有關。像是Brodmann's area 25就與長期的抑鬱相關。相關的發現，包括班傑明·利貝特的開創性研究與那之後重新設計的研究，這些研究可以偵測「決定移動」的活動，此活動發生的時間被發現是短暫地先於人們意識到此決定的時刻。其他的研究試圖在人們行動前數秒就能預測人們的行動。這些不同的研究呈現出一些行為，例如移動手指，先無意識地被啟動與進行過程，再被我們意識到。意識在決策時的角色也越來越清楚，一些思想家建議意識的功能大概是為了要取消無意識啟動的特定行為。
在很多層意義上，這個領域存在高度爭議，而且研究者們對那些重要的研究成果的意義與結論也沒有共識。一些思考家，像是Daniel Dennett 或 Alfred Mele，在解釋自由意志意指很多不同的事情是很重要的事情；他們認為，某些版本的自由意志（像是二元論的或是神奇的）與那些相容於神經科學給予的證據的其他自由意志的概念，是非常不同的。